# Player's Canadian Open 1979
Player's International Canadian Open 1979 — тенісний турнір, що проходив на відкритих кортах з твердим покриттям National Tennis Centre у Торонто (Канада). Належав до Colgate-Palmolive Grand Prix 1979 і Туру WTA 1979. Тривав з 13 серпня до 19 серпня 1979 року.

## Фінальна частина

### Одиночний розряд, чоловіки
Бйорн Борг —  Джон Макінрой 6–3, 6–3
- Для Борга це був 9-й титул за сезон і 51-й — за кар'єру.

### Одиночний розряд, жінки
Лора Дюпонт —  Брігітт Куйперс 6–4, 6–7, 6–1
- Для Дюпон це був 1-й титул за рік і 1-й — за кар'єру.

### Парний розряд, чоловіки
Пітер Флемінг /  Джон Макінрой —  Гайнц Ґюнтгардт /  Боб Г'юїтт 6–7, 7–6, 6–1
- Для Флемінга це був 10-й титул за сезон і 17-й - за кар'єру. Для Макінроя це був 17-й титул за сезон і 28-й - за кар'єру.

### Парний розряд, жінки
Лі Антонопліс /  Даян Еверс —  К О'Ніл /  Міммі Вікстедт 2–6, 6–1, 6–3
- Для Антопліс це був 1-й титул за рік і 1-й — за кар'єру. Для Еверс це був 1-й титул за рік і 1-й — за кар'єру.